# Can Feliu de Merolà
Can Feliu de Merolà – miejscowość w Hiszpanii, w Katalonii, w prowincji Barcelona, w comarce Maresme, w gminie Pineda de Mar.
Według danych INE z 2004 roku miejscowość zamieszkiwały 332 osoby.